# 41-ша механізована бригада (Німеччина)
41-ша механізована Передньопомеранська бригада (нім. Panzergrenadierbrigade 41 «Vorpommern») — складова Сухопутних військ Німеччини. Підпорядковується 1-й танковій дивізії, основна задача — високоінтенсивні сухопутні операції (в тому числі за кордоном). Підрозділи бригади були задіяні в місії eVA — сучасна eFP — на території Литви з 4 вересня 2022 року і до 7 грудня 2023-го.

## Історія
41-ша бригада захисту Вітчизни (нім. Heimatschutzbrigade 41) була створена під час скорочення 9-ї танкової дивізії Національної народної армії НДР; 1995 року після переформатування військ отримала сучасну назву.
На 1996 рік припала перша миротворча операція (у Боснії) — IFOR, що того ж року трансформувалася у SFOR.
У 2002—2014 роках штаб бригади знаходився в Торгелові, відтоді — у поточному ППД.
На 2003 рік бригаді підпорядковувалися:
| 403-й танковий батальйон      |
| 411-й механізований батальйон |
| 413-й танковий батальйон      |

| 142-й батальйон постачання    |
| 801-й інженерний батальйон    |
| 405-й артилерійський дивізіон |

У 2007—2008 та 2012—2013 роках бригада складала основу німецьких сил в Афганістані (місія ISAF).
2013 року військовослужбовці бригади допомагали з ліквідацією наслідків повені на Ельбі.
Під час епідемії SARS-CoV-2 особовий склад був залучений до мобільних бригад вакцинації.

## Склад
6-й батальйон розквартирований у Шлезвіг-Гольштейні, 803-й батальйон — у Саксонії-Ангальт, решта підрозділів — у Мекленбурзі — Передній Померанії.
| Штаб 6-й РБ 401 МБ 411-й МБ · 908-й МБ 803-й ІТБ |
| 6-й розвідувальний батальйон Ойтін               |
| 142-й батальйон підтримки Гагенов                |
| 401-й механізований батальйон Гагенов            |
| 411-й механізований батальйон Фірек              |
| 803-й інженерний танковий батальйон Гафельберг   |
| 908-й механізований батальйон Фірек              |